# Charbon de mer
Charbon de mer est un roman de Jacques Baron publié le 2 octobre 1935 aux éditions Gallimard et ayant reçu le Prix des Deux Magots la même année.

## Éditions
- Charbon de mer, éditions Gallimard, 1935  (ISBN 2-07-020455-3).